# Valniš
Valniš (izvirno srbsko Валниш) je naselje v Srbiji, ki upravno spada pod Občino Babušnica; slednja pa je del Pirotskega upravnega okraja.

## Demografija
V naselju živi 95 polnoletnih prebivalcev, pri čemer je njihova povprečna starost 67,9 let (67,3 pri moških in 68,6 pri ženskah). Naselje ima 53 gospodinjstev, pri čemer je povprečno število članov na gospodinjstvo 1,83.
|  |

| Demografija | Demografija     | Demografija     |
| Leto        | Št. prebivalcev | Št. prebivalcev |
| ----------- | --------------- | --------------- |
|             |                 |                 |
|             |                 |                 |
|             |                 |                 |
|             |                 |                 |
| 1948        | 639             |                 |
| 1953        | 553             |                 |
| 1961        | 441             |                 |
| 1971        | 293             |                 |
| 1981        | 170             |                 |
| 1991        | 125             | 125             |
| 2002        | 97              | 97              |
|             |                 |                 |

| Etnična sestava po popisu iz leta 2002 | Etnična sestava po popisu iz leta 2002 | Etnična sestava po popisu iz leta 2002 | Etnična sestava po popisu iz leta 2002 | Etnična sestava po popisu iz leta 2002 |
| -------------------------------------- | -------------------------------------- | -------------------------------------- | -------------------------------------- | -------------------------------------- |
| Srbi                                   | Srbi                                   |                                        | 93                                     | 95,87%                                 |
| Bolgari                                | Bolgari                                |                                        | 1                                      | 1,03%                                  |
| Jugoslovani                            | Jugoslovani                            |                                        | 1                                      | 1,03%                                  |
| Neznano                                | Neznano                                |                                        | 2                                      | 2,06%                                  |